# أحداث الشعبانية 2007
أحداث الشعبانية 2007 أو أحداث الزيارة الشعبانية هي سلسلة من أحداث الشغب والتخريب من قبل جماعات مسلحة حاصرت الروضة الحسينية والعتبة العباسية في كربلاء في العراق خلال زيارة النصف من شعبان عام 2007.

## خلفية
تعتبر ليلة النصف من شعبان ليلة عظيمة لدى الشيعة الإثني عشرية وذلك كونها ليلة مولد الإمام المهدي الإمام الثاني عشر لديهم والذي يعتقدون بظهوره لكي يملأ الأرض قسطاً وعدلاً بعد الظلم والجور فيها ومن أهم المستحبات في هذه الليلة زيارة الامام الحسين في كربلاء حيث يتجه الالاف من الشيعة إلى كربلاء لاداء مراسم الزيارة حيث يذهبون إلى كربلاء سيراً على الأقدام من مختلف مناطقهم.

## مجريات الأحداث

### الاثنين 13 شعبان
خلال يوم الاثنين 27 آب 2007 م / 13 شعبان 1428 هـ كان الالاف من الزوار يتجمعون حول المرقدين في كربلاء وهم يؤدون مراسم الزيارة خلال ذلك قام بعض حراس العتبة الحسينية بالاشتباك بالايدي مع حشد من الزائرين من مدينة الصدر حدث بعدها هرج ومرج وتحولت إلى معركة كبيرة بين مجاميع من الزائرين الموالين لمقتدى الصدر زعيم التيار الصدري حيث قامت مجاميع كبيرة برمي الاحذية والحجارة على حرس العتبة العباسية فقام بعض الحرس باطلاق النار بالهواء في محاولة لتفريقهم الا انهم لم ينجحوا بهذا فقام الحرس باغلاق الباب ومنع المتظاهرين من الدخول إلى الصحن تفادياً لاحداث ضجة في داخل العتبة مما ادى إلى قيام المتظاهرين بتكسير محتويات النقطة واحراقها وماكان فيها واحراق الكرفانات ونقاط التفتيش والسيارات الخاصة بالعتبة وسقط العديد من الجرحى من الطرفين فيما استمرت الاشتباكات بالايدي والاسلحة الخفيفة حتى وقت متاخر من الليل حيث تفرق المتظاهرين بعد دخول قوة من الجيش العراقي إلى المنطقة فيما لم تتوقف اصوات العيارات النارية.

### الثلاثاء 14 شعبان
تمام الساعة الثانية ظهراً من يوم الثلاثاء 28 آب 2007 م / 14 شعبان 1428 هـ حوصر الالاف من الزائرين داخل ضريح الامام الحسين وضريح الامام العباس وكان المئات في خارج الاضرحة يشتبكون مع افراد حماية العتبتين ويحرقون كل الممتلكات العامة والخاصة في المنطقة وانطلق الكثير منهم نحو مرقد الامام الحسين فاعترضهم الفوج الخامس لحماية العتبتين واطلقوا عليهم العيارات النارية مما ادى إلى تفرقهم فيما اتخذت جموع كبيرة منهم طريق فرعي يوصلهم إلى باب قبلة الإمام الحسين واشتبكوا مع قوات الفوج الرابع للحماية مما ادى إلى فرار عناصر الحماية إلى داخل الضريح وسيطرة المسلحين على النقطة واحراقهم كرفانات الحماية وسيارات الحراسة واستيلائهم على مجموعة من الاسلحة ثم حدثت اشتباكات عنيفة بين الطرفين بكافة الاسلحة وقام مسلحون باطلاق قذائف هاون على المناطق القريبة من مرقد الامام الحسين ودمروا بعض الفنادق المحيطة بالعتبة بعد ساعات قليلة وصلت قوة يعتقد انها من فيلق بدر تقرب المئة شخص يحملون أسلحة الكلاشكنوف وقاذفات الار بي جي وطوقوا المكان حتى وصلت قوة أخرى تصل إلى مئتين وخمسون شخص وبنفس تسليح القوة الأولى وحدث بين قوات بدر والمتظاهرين الذين يعتقد انتمائهم إلى التيار الصدري اشتباكات عنيفة في محيط العتبتين وقام مجهولون بضرب باب مرقد الإمام الحسين بقذائف الهاون مما ادى إلى سقوط بعض النقوش والزخارف الموجودة اعلى حائط المرقد حتى توقفت الاشتباكات بعد غروب الشمس وتم منع التجوال في المدينة في اليوم التالي واشارت الحصيلة النهائية لاحداث الشغب إلى وقوع 384 جريح و50 قتيل من الطرفين.

## ردود الفعل
- قرر مقتدى الصدر تجميد انشطة جيش المهدي إلى اشعار اخر على خلفية هذه الاشتباكات حيث أُتهم الصدر بضلوع اتباعه بهذه الأحداث وكذلك اعلان الحداد العام لثلاثة أيام وغلق مكاتب الشهيد الصدر واستنكار هذه الاشتباكات وكذلك تبرأ الصدر ممن قام بهذه الأعمال الخارجة عن القانون.[5]